# Hrdinové mlčí
Hrdinové mlčí je český válečný film Miroslava Cikána z roku 1946. Film je zasazen do období druhé světové války.

## Děj
Mladší bratr výsadkáře Tomka zabitého nacisty se rozhodne vstoupit do partyzánského odboje a pomstít smrt svého bratra.

## Obsazení
| Ladislav Boháč       | úředník nakladatelství Vojtěch Tomek |
| Zdeněk Dítě          | Jan Tomek                            |
| František Filipovský | Vilém Kolta                          |
| Josef Pařízek        | Vítek Dolina                         |
| Jarmila Smejkalová   | Eva Matoušková                       |
| Sylva Langová        | Marta Vondrová                       |
| Marie Blažková       | Anna Frýbová                         |
| Vítězslav Vejražka   | Kurt Seppke                          |
| Bohuš Hradil         | Peitsch                              |
| František Vnouček    | Franz Wessely                        |
| Josef Kotapiš        | Tonda                                |